# Neris-Brücke (Rail Baltica)
Die Neris-Brücke ist eine seit 2022 im Bau befindliche Eisenbahnbrücke auf dem Abschnitt Šveicarija–Žeimiai der Rail Baltica über den Fluss Neris,  etwa 3,7 km flussaufwärts von der Mittelstadt Jonava und 31 km von der zweitgrößten litauischen Stadt Kaunas.

## Geschichte
Der erste Spatenstich erfolgte am 21. Juli 2022. Als Bauzeit sind zweieinhalb Jahre veranschlagt. Die Baukosten sind mit 64 Mio. Euro veranschlagt. Der Auftrag ging an die italienische Firma Rizzani de Eccher. Beim Entwurf der Brücke wurde auf invasive Lösungen im Flussbett verzichtet. Die Brückenstützen werden nicht im Wasser gebaut, sodass zwischen den Stützen ein Abstand von sogar 150 Metern über dem Fluss eingehalten wird, damit die Fische frei wandern können.

## Technische Parameter
Die Brücke soll (einschließlich der Vorlandbrücken) 1510 m lang werden und damit die längste Eisenbahnbrücke in den baltischen Staaten. Die eigentliche Flussquerung erfolgt ohne Strompfeiler und ist 150 m lang, während die Vorlandbrücken aufgeständert sind. Die Brücke wird knapp 14 m breit und überspannt den Fluss in einer Höhe von 40 m. Sie wird aus Stahlbeton errichtet, 74.000 m³ Beton und 11.500 m Bewehrungsstahl sollen verbaut werden. Die Fundierung besteht aus 14–33 m tiefen, im Durchmesser fast zwei Meter messenden Gründungspfählen. Sie quert ein Natura-2000-Schutzgebiet.